# 1938 au théâtre
| Années du théâtre : 1935 - 1936 - 1937 - 1938 - 1939 - 1940 - 1941    |
| Décennies du théâtre : 1900 - 1910 - 1920 - 1930 - 1940 - 1950 - 1960 |

Cet article présente les faits marquants de l'année 1938 au théâtre.

## Pièces de théâtre représentées
- 27 avril : Le roi Soleil, de Saint-Georges de Bouhélier, Théâtre de l'Odéon[1]
- 28 septempbre : Le Président Haudecœur de Roger-Ferdinand au théâtre de l'Odéon.
- 17 août : Le Bal des voleurs de Jean Anouilh, au Théâtre des Arts
- 14 novembre : Les Parents terribles de Jean Cocteau au Théâtre des Ambassadeurs
- 5 décembre : Gas Light de Patrick Hamilton, première au théâtre Richmond, Londres.

## Naissances
- 15 mai : Mireille Darc, actrice et réalisatrice française.
- 31 juillet : Robert Sturua, acteur et metteur en scène soviétique, puis géorgien.
- 3 septembre : Caryl Churchill, dramaturge britannique.
- 16 décembre : Liv Ullmann, actrice, réalisatrice et scénariste norvégienne.
- 27 décembre : Safura Ibrahimova (morte en 2020), comédienne et actrice azérie.

## Décès
- 7 août : Constantin Stanislavski, acteur, metteur en scène et professeur d'art dramatique russe (° 5 janvier 1863)